# Fantomen på Stora operan (film, 1925)
Fantomen på Stora operan (engelska: The Phantom of the Opera) är en amerikansk skräckfilm från 1925 i regi av Rupert Julian. Filmen är baserad på Gaston Leroux bok med samma namn och Lon Chaney ses i huvudrollen som Fantomen. Filmen räknas som en av de första stora klassikerna inom skräckfilmen.

## Rollista i urval
- Lon Chaney – Erik, fantomen
- Mary Philbin – Christine Daae
- Norman Kerry – Vicomte Raoul de Chagny
- Arthur Edmund Carewe – Ledoux
- Gibson Gowland – Simon Buquet
- John St. Polis – Comte Philip de Chagny
- Snitz Edwards – Florine Papillon
- Mary Fabian – Carlotta (omklippta versionen från 1929)
- Virginia Pearson – Carlotta / Carlottas mor (omklippta versionen från 1929)